# Joseph Ruzindana
Joseph Ruzindana (Rambura, 3 giugno 1943 – Gakurazo, 5 giugno 1994) è stato un vescovo cattolico ruandese.

## Biografia
Joseph Ruzindana nacque a Rambura il 3 giugno 1943.

### Formazione e ministero sacerdotale
Il 23 luglio 1972 fu ordinato presbitero.

### Ministero episcopale
Il 5 novembre 1981 papa Giovanni Paolo II lo nominò primo vescovo della nuova diocesi di Byumba. Ricevette l'ordinazione episcopale il 17 gennaio successivo dall'arcivescovo metropolita di Kigali Vincent Nsengiyumva, co-consacranti l'arcivescovo Thomas Anthony White, nunzio apostolico in Ruanda, e il vescovo di Ruhengeri Phocas Nikwigize.
Dal 1983 al 1991 fu presidente della Conferenza episcopale del Ruanda.
Fu assassinato nei pressi della chiesa di Gakurazo il 5 giugno 1994 dai soldati dell'Esercito patriottico ruandese, un gruppo militare Tutsi, nell'ambito del genocidio del Ruanda. Aveva 51 anni. Con lui morirono l'arcivescovo di Kigali Vincent Nsengiyumva e il vescovo di Kabgayi Thaddée Nsengiyumva. Furono uccisi anche dieci sacerdoti e un bambino. I militari dissero poi di aver creduto che i prelati fossero coinvolti nell'uccisione delle loro famiglie.

## Genealogia episcopale
La genealogia episcopale è:
- Cardinale Scipione Rebiba
- Cardinale Giulio Antonio Santori
- Cardinale Girolamo Bernerio, O.P.
- Arcivescovo Galeazzo Sanvitale
- Cardinale Ludovico Ludovisi
- Cardinale Luigi Caetani
- Cardinale Ulderico Carpegna
- Cardinale Paluzzo Paluzzi Altieri degli Albertoni
- Papa Benedetto XIII
- Papa Benedetto XIV
- Papa Clemente XIII
- Cardinale Bernardino Giraud
- Cardinale Alessandro Mattei
- Cardinale Pietro Francesco Galleffi
- Cardinale Giacomo Filippo Fransoni
- Cardinale Carlo Sacconi
- Cardinale Edward Henry Howard
- Cardinale Mariano Rampolla del Tindaro
- Cardinale Rafael Merry del Val
- Cardinale Arthur Hinsley
- Arcivescovo David Mathew
- Cardinale Laurean Rugambwa
- Arcivescovo Vincent Nsengiyumva
- Vescovo Joseph Ruzindana